# Syrisca
Syrisca es un género de arañas araneomorfas de la familia Miturgidae. Se encuentra en América y África subsahariana.

## Lista de especies
Según The World Spider Catalog 12.0:
- Syrisca albopilosa Mello-Leitão, 1941
- Syrisca arabs Simon, 1906
- Syrisca drassiformis Strand, 1906
- Syrisca longicaudata Lessert, 1929
- Syrisca mamillata Caporiacco, 1941
- Syrisca patagonica (Boeris, 1889)
- Syrisca pictilis Simon, 1886
- Syrisca russula Simon, 1886
- Syrisca senegalensis (Walckenaer, 1842)